# White Island (ö i Grenada)
White Island är en ö i Grenada. Den ligger i den nordöstra delen av landet, 50 km nordost om huvudstaden Saint George's.
Terrängen på White Island är varierad. Öns högsta punkt är 9 meter över havet. 